# Ziegelteich (Hamburg-Stellingen)
Der Ziegelteich ist ein ca. 0,7 Hektar großer Ziegelteich in Hamburg-Stellingen in der Nähe der B4 und der S-Bahn-Linie. Er liegt am Spielplatz Ziegelgraben.
Der Teich ist seit den 1980er Jahren umzäunt, weil er früher zum Baden benutzt wurde und das Wasser zu verschmutzt ist. Er hat ein Vorbecken, welches mit einer Barriere vom Hauptteich abgetrennt ist.
Die Straße Am Ziegelteich ist nach ihm benannt.

## Entstehung

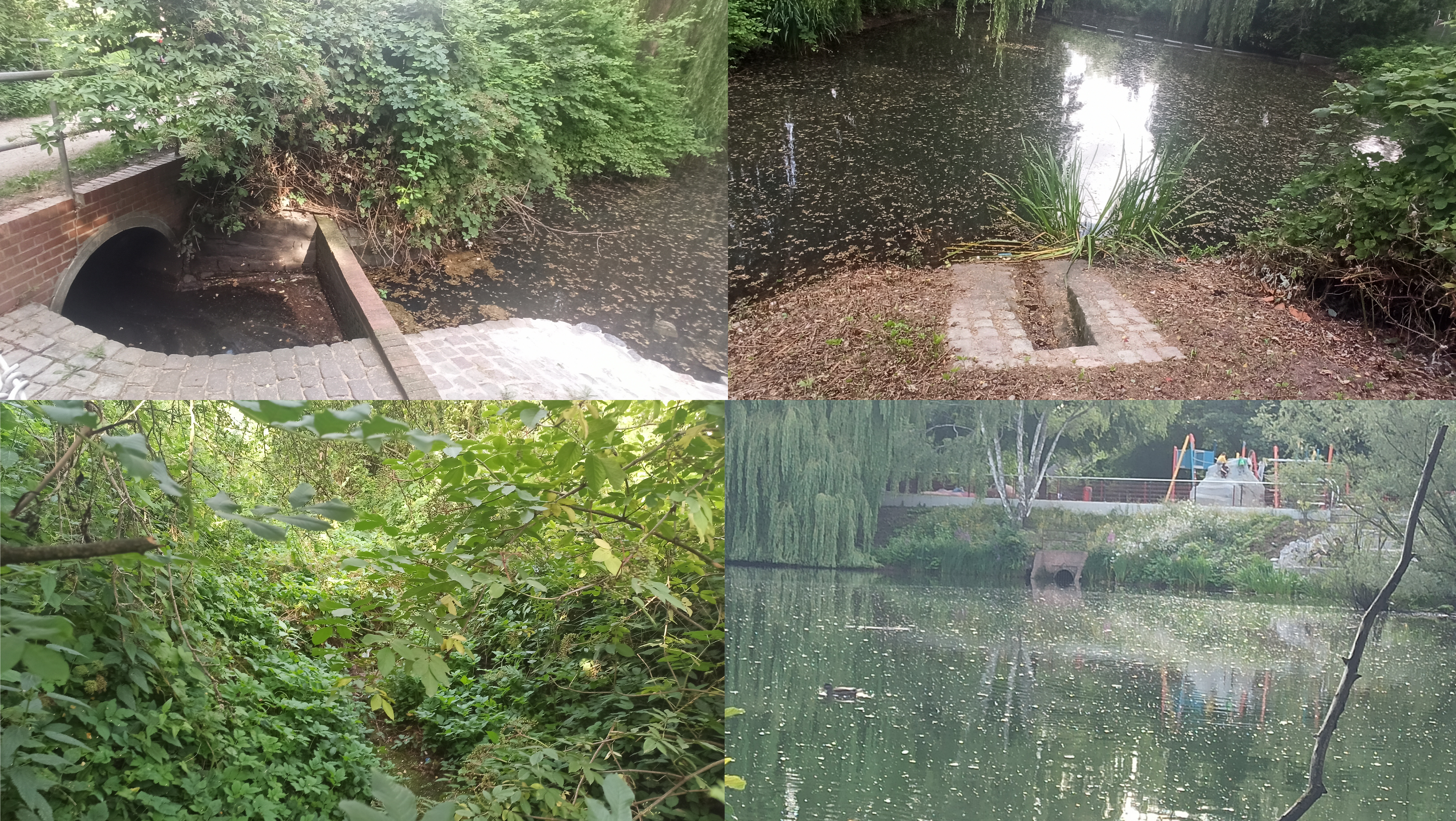
Mündung des Nebengrabens in den Ziegelteich, Mündung des Ziegelgrabens in den Ziegelteich, offener Verlauf des Nebengrabens, Unbenannter Zufluss des Ziegelteichs (von links/oben nach rechts/unten)

Um 1880 wurde vom Altonaer Mauermeister Friedrich Kallmorgen (1819–1891, Großvater von Werner Kallmorgen) eine Ziegelei angelegt. Die Ziegelei wurde im Ersten Weltkrieg stillgelegt. Der Ziegelteich ist der Rest der damals bis zu 37 Meter tiefen Tongrube.

## Zuflüsse
Der Ziegelteich hat zwei Zuflüsse, welche beide in den nördlichen Teil des Vorbeckens münden:
- Ziegelgraben, entspringt im nördlichen Teil der Frühlingsstraße, Zustand unbekannt
- Hexengraben mit Nebengraben, vollständig verrohrt und überbaut, entspringt westlich der Kieler Straße[5]